# Otto Meyer-Amden
Otto Meyer-Amden (geboren 20. Februar 1885 als Otto Meyer in Bern; gestorben 15. Januar 1933 in Zürich) war ein Schweizer Maler und Grafiker. Den Namenszusatz ‑Amden hat der Künstler selbst nie verwendet. So unterzeichnete er Briefe stets mit Otto Meyer.

## Leben

### Jugend und Ausbildung
Otto Meyer stammte aus einer bernburgerlichen Familie und wuchs in finanziell bescheidenen Verhältnissen auf. Nach dem frühen Tod seiner Mutter im Jahre 1888 kam er als jüngstes von sechs Kindern zu Pflegeeltern und verbrachte seine Kindheit und Jugend 1892 bis 1900 im Waisenhaus am heutigen Waisenhausplatz, einem Internat für Bernburger (Berner Patrizier) in Bern. Er absolvierte 1901 bis 1903 in Bern und 1903 bis 1906 in Zürich eine Ausbildung zum Lithographen. Er malte in dieser Zeit symbolistische Aquarelle. Parallel besuchte er die Abendklassen der Kunstgewerbeschule in Zürich und lernte dort 1904 Hermann Huber kennen. In den darauffolgenden zwei Jahrzehnten entstand zwischen ihnen eine intensive Brieffreundschaft.
In den Jahren 1906 bis 1907 studierte Meyer an der Kunstakademie in München, er lebte dort bei seinem Bruder Ernst. In den Jahren 1907 bis 1908 wechselte er an die Stuttgarter Kunstakademie und war dort ab dem Jahr 1909 Meisterschüler von Adolf Hölzel. In Stuttgart freundete er sich mit Oskar Schlemmer, Willi Baumeister, Alfred Heinrich Pellegrini und anderen Künstlern an. Mit Oskar Schlemmer verband ihn eine lebenslange Freundschaft. Meyer beschäftigte sich, unter anderem, intensiv mit der Lektüre von Oscar Wildes Dorian Gray.
1907 unternahm er Studienreisen nach Strassburg und Paris, dort liess er sich vor allem von der Kunst Paul Cézannes beeindrucken.

### Amden

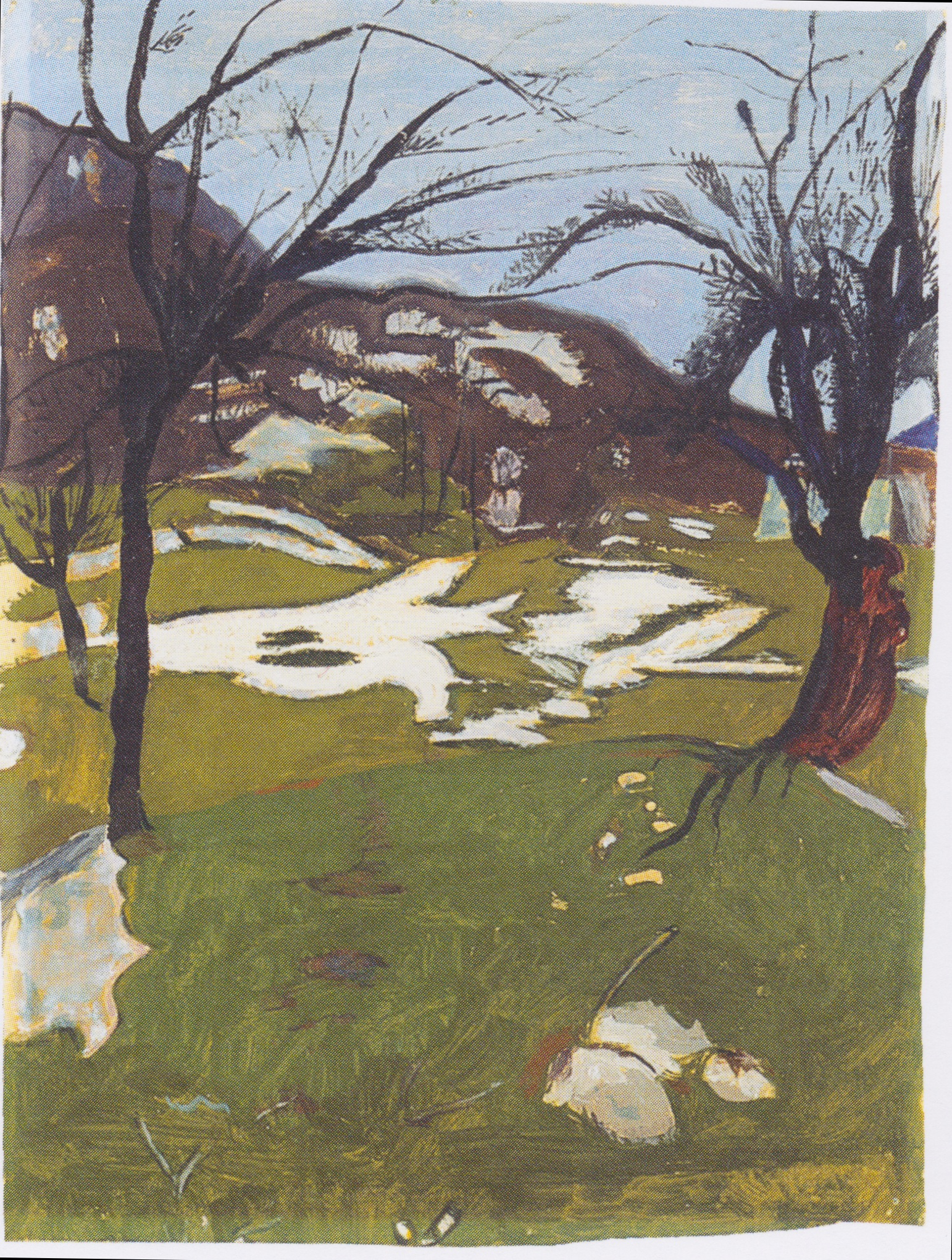
Amdener Landschaft (1913)

1912 luden die Künstler Willi Baumeister und Hermann Huber Meyer in die Schweiz ein. Sie hatten sich in zwei leerstehenden Häusern in Amden im Kanton St. Gallen niedergelassen. Baumeister lebte im Haus Im Schwanden, Huber Im Faren. Zuvor waren die Häuser von der lebensreformerischen Gruppe um Joshua Klein, dem sogenannten Grappenhof, bewohnt worden. Meyer zog zu Huber, der ihm das Haus schon 1913 überliess und abreiste. Nach einigen Streitigkeiten zwischen Baumeister und Meyer verliess auch Baumeister Amden. Meyer lebte bis 1928 alleine und zurückgezogen in dem alten Bauernhaus. Er schrieb intensiv Tagebuch, insbesondere in den Jahren 1913 bis 1915, und beschäftigte sich mit der Bibel.
In den Jahren 1915 bis 1918 zeichnete Meyer dunkeltonige Graphitzeichnungen. Er verwendete dabei eine Technik, wie sie von Georges Seurat bekannt ist. Im Jahr 1923 entwarf er ein rundes Glasbild für den Predigtraum des Zwinglihauses in Zürich-Wiedikon. 1922 lernte er in Zürich Ernst Ludwig Kirchner kennen und freundete sich mit ihm an. 1925 war Meyer mit acht Werken an der «Grossen Schweizer Kunstausstellung» in Karlsruhe beteiligt.

### Zürich
1929 beteiligte sich Meyer mit zwölf Werken an der Ausstellung «Abstrakte und surrealistische Malerei und Plastik» im Kunsthaus Zürich. Ab 1928 bis kurz vor seinem Tode – seine letzten Jahre waren von einer schweren Erkrankung gekennzeichnet – 1933 war er Lehrer für Gerätezeichnen an der Kunstgewerbeschule in Zürich.
Meyer, der sich in Verbundenheit zu dem Ort, der für ihn so wichtig war, Meyer-Amden nannte, hat nur etwa 500 Gemälde und Zeichnungen hinterlassen. Es sind viele abstrahierte Figurenbilder mit lyrischem Stimmungsausdruck und religiös-symbolische Darstellungen, zahlreiche Internatsszenen, Jünglingsakte, Strassenszenen aus Zürich und Aquarelle mit symbolhaften linear-geometrischen Zeichen, die sein Werk auszeichnen. Für die Bedeutung seiner zahllosen Jünglingsakte ist das Bekenntnis Meyers zu seiner Homosexualität belegbar. Obwohl er nicht ungegenständlich gearbeitet hat, gilt er als wichtiger Vorläufer der Abstrakten Malerei in der Schweiz. Vor allem aber sein Einfluss auf Oskar Schlemmer ist nicht zu unterschätzen. Werke von Otto Meyer-Amden wurden auf der documenta 1 (1955) und der documenta III (1964) in Kassel gezeigt.
Er fand seine letzte Ruhestätte auf dem Zürcher Friedhof Rehalp. Seine Grabstätte wurde aufgehoben.

## Werk

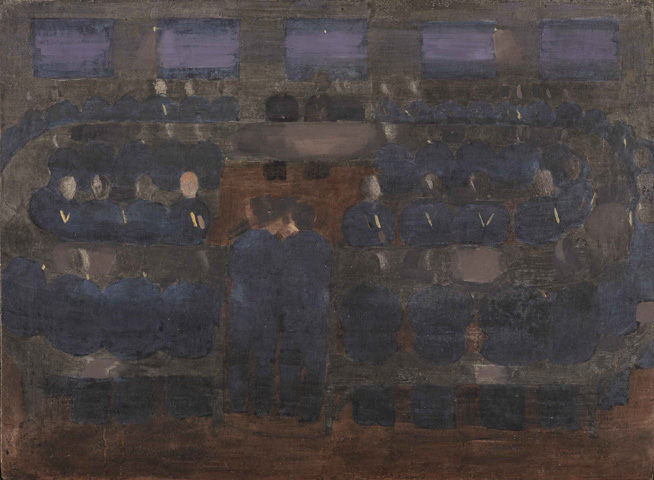
Vorbereitung, Morgenandacht im Waisenhaus, 1922, Staatliche Kunsthalle Karlsruhe
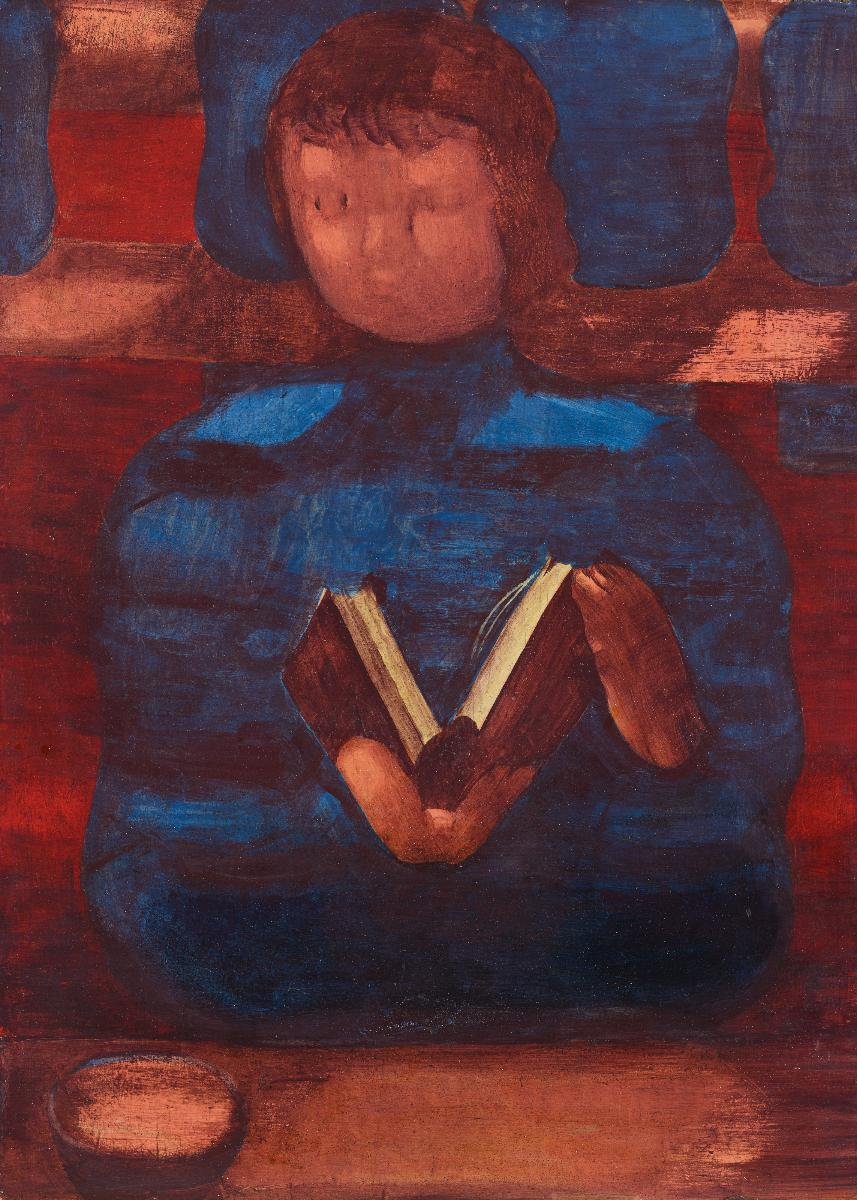
Vorbereitung. Einzelfigur, 1929, Kunsthaus Zürich
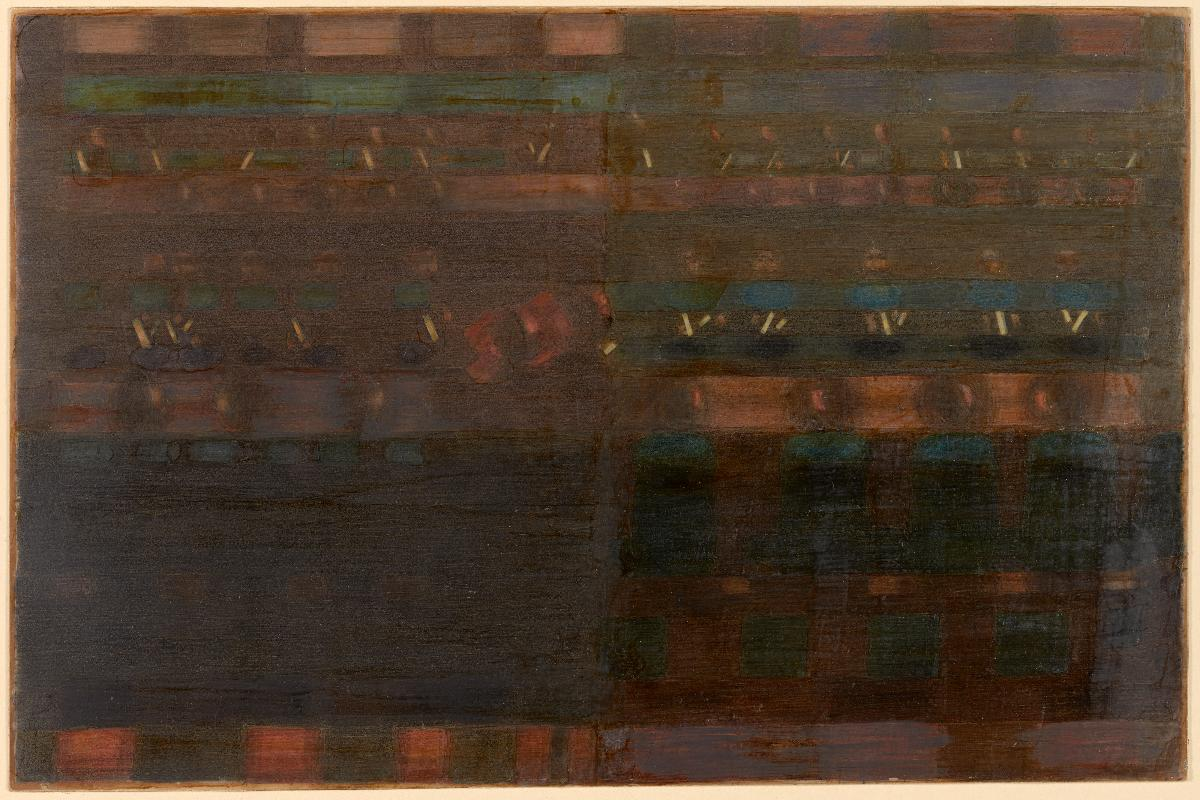
Vorbereitung. Gesamtkomposition VI. Andacht im Esssaal, 1925, Kunsthaus Zürich

## Ausstellungen
- 2010: Otto Meyer-Amden: Zwischentöne. Ernst-Barlach-Haus, Hamburg
- 2012: 100 Jahre Otto Meyer-Amden, 1912–2012. Museum Amden[6]